# 穆罕默德·本·阿卜杜勒拉赫曼·阿勒萨尼
谢赫穆罕默德·本·阿卜杜勒拉赫曼·本·贾西姆·阿勒萨尼（阿拉伯语：‎，1980年11月1日—），卡塔尔外交家、经济学家、政治家，自2023年3月7日起担任卡塔尔首相。穆罕默德曾于2017年至2023年担任卡塔尔副首相，2016年至2022年担任外交大臣。

## 荣誉

### 外国勋章奖章
- 二等智者雅罗斯拉夫王公勋章（英语：Order of Prince Yaroslav the Wise）（乌克兰，2023年12月28日公布[4]）